# フランクリン (テネシー州)

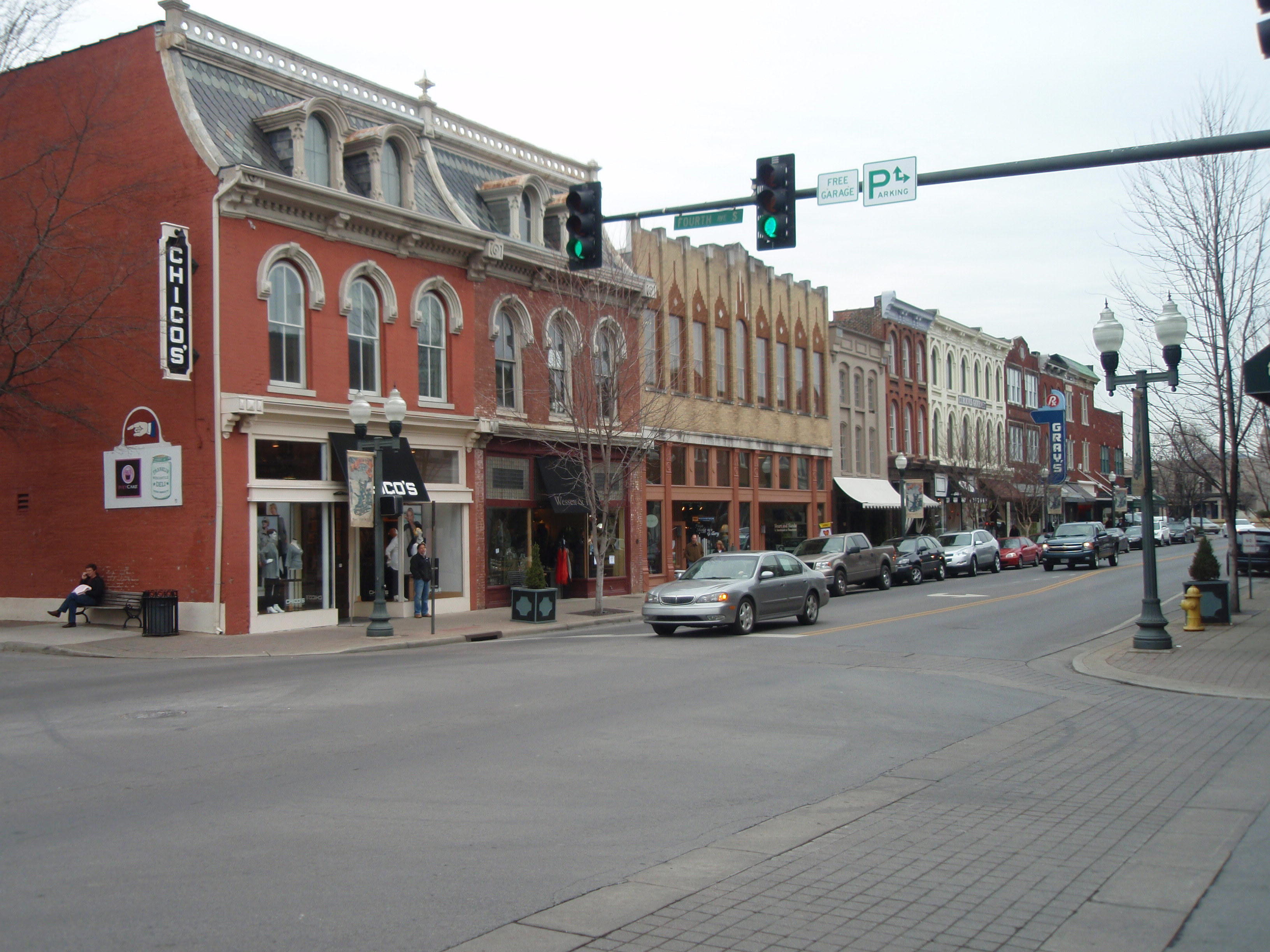
ダウンタウン

フランクリン（英語: Franklin）は、アメリカ合衆国テネシー州の都市。ウィリアムソン郡の郡庁所在地である。人口は8万3454人（2020年）。ナッシュビルの都市圏内に位置している。

## 歴史
1799年10月26日、州上院議員エイブラム・マウリー・ジュニア（1766年 - 1825年）により創立され、マウリー家はファウンダーズ・ポワントに埋葬されている。マウリーは市名をベンジャミン・フランクリンにちなんでフランクリンと、大陸会議のメンバーで親友のヒュー・ウィリアムソンにちなんでウィリアムソン郡と名付けた。
1768年2月23日、スコットランドフェリントッシュで生まれたエウェン・キャメロンがフランクリンで最初の家を建築。1785年、バージニア州に入植後テネシー州に向かった。48年間同じログハウスに住み、1846年2月28日死亡。彼と2番目の妻メアリーは市立墓地に埋葬。彼の息子ダンカンが生まれた1798年から彼の子孫が住み続けている。
1864年11月30日、第二次フランクリンの戦いでは約1万人の犠牲者(死者、負傷者、捕虜、行方不明者)が出て44軒の建物が野戦病院となった。

## 地理

ウィリアムソン郡内の位置

フランクリンはナッシュビルの南34キロメートルに位置している。座標は、北緯35度55分45秒 西経86度51分27秒 / 北緯35.92917度 西経86.85750度。

## 経済
ヘルススプリング、コミュニティ・ヘルス・システム、ヘルスウェイズ、ホーム・インステッド・シニア・ケア、メッドソリューション、マガジンズ・ドット・コム、プロヴィデント・ミュージック・グループ、リーナル・アドヴァンテージ、ワールド・クリスチャン・ブロードキャスティング、日産自動車北アメリカ本社がフランクリンを拠点に運営している。

### 雇用者数
2010年の総合年次会計報告書による。
| 順位 | 雇用主                                       | 雇用者数 |
| ---- | -------------------------------------------- | -------- |
| 1    | クールスプリングス・ギャレリア               | 3,500    |
| 2    | コミュニティ・ヘルス・システム               | 1,800    |
| 3    | ウィリアムソン・メディカル・センター         | 1,300    |
| 4    | 日産自動車北アメリカ                         | 1,300    |
| 5    | ベライゾン                                   | 1,000    |
| 6    | AIMヘルスケア・サービス                      | 815      |
| 7    | ヘルスウェイズ                               | 800      |
| 8    | マース ペットケア US                         | 680      |
| 9    | プロゲニー・マーケティング・イノヴェーション | 550      |
| 10   | リー・カンパニー                             | 520      |

## 主な過去の出来事
- フランクリン・シアターで『プライド 栄光への絆』、『エリザベスタウン』でプレミア上映が行なわれた。
- ショーン・ペン、クリストファー・ウォーケン主演『ロンリー・ブラッド』(1986年)、『One of the Miracles: The Inge Meyring Smith Story 』(2010年)、『ハンナ・モンタナ/ザ・ムービー』(2009年)、ウォルト・ディズニー・ピクチャーズの『カントリーベアーズ』(2002年)などの映画がフランクリンのダウンタウンでも収録された。
- テネシー洪水のハーパス川の鉄砲水によりフランクリン北部が被害を受けた。

## フェスティバル

### メイン・ストリート・フェスティバル
歴史的なフランクリン・スクエア、ダウンタウン区域に200以上の職人や工芸作家が出展し、4つの舞台、2つのカーニバル、2箇所のフードコートが設置されるストリート・フェスティバルである。アートやクラフトの出店がメインストリートの一番街から四番街まで続く。

### ワイン・ダウン・メイン・ストリート
11月第1金曜日にフランクリンの歴史的なメイン・ストリートで行なわれるワインの試飲イベントである。収益金は、放課後のプログラムを供給するボーイズ・アンド・ガールズ・クラブ・フランクリン/ウィリアムソン支部に提供される。

### パンプキンフェスト
毎年ハロウィン前の土曜日に開催され、ハロウィンがテーマで行なわれるフランクリン/ウィリアムソン遺産財団の資金集めイベントである。音楽、子供用遊具、地元の職人芸、飲食物などが楽しめる。

## 著名な人物
- アレックス・ビートン - 居住
- ジェイソン・バイナム - パラモアの元メンバー
- ニック・カーター - 歌手。居住。
- スティーヴン・カーティス・チャップマン - グラミー賞、GMAダヴ・アワード受賞の歌手、作曲家。居住。
- ケニー・チェズニー - 居住
- マイリー・サイラス、ビリー・レイ・サイラス、トレイス・サイラスのサイラス家がかつて牧場に居住
- ジェレミー・デイヴィス - パラモア結成
- ジョディ・デイヴィス(ニュースボーイズ) - 妻ローリーと娘達と共に居住
- ジョシュ・ファロ - パラモア結成
- ザック・ファロ - パラモア結成
- リー・グリーンウッド - 妻キムと息子達と共に居住
- ジミー・グリフィン(-2005年) - 1970年代に活動したロック・バンドブレッドのアカデミー賞受賞ソングライター、歌手、ギタリスト。映画『踊れ!サーフィン』(1964年)、日米合作『勇者のみ』(1965年)に出演。
- ブランドン・ハーゲスト、姉妹のブリタニー・ハーゲスト(共に元Jump5) - 居住
- カーク・ハーブストレイト - ESPN大学競技分析者。妻と子供達と共に居住。
- ウィル・ホージ - ナッシュビルのプロの音楽家。フランクリンで生まれ育つ。
- ジョージ・ジョーンズ - 大御所カントリー歌手。居住。
- フィル・ジョエル(元ニュースボーイズ) - 妻ヘザー、子供達と共に居住
- アシュレイ・ジャッド、夫ダリオ・フランキッティ - スコットランドとフランクリンの牧場の双方に家がある
- ジョン・ケイ - 居住
- ブラッド・M・ケリー - フォーブス誌が選ぶ億万長者に認定され[7]、全米第4位の土地所有者[8]。居住。
- キングス・オブ・レオン - ロックバンドとして結成
- トビーマック(トビー・マッキーハン) - 居住
- ブラッド・ペイズリー、妻キンバリー・ウィリアムズ＝ペイズリー - 居住
- パラモア - オルタナティブ・ロック・バンドとして結成
- ダンカン・フィリップス(ニュースボーイズ) - 妻ブリーオン、子供達と共に居住
- リンダ・セント・クレア - 自然画家。フランクリン生まれ。
- ジェイムス・ストーム - プロレスラー。フランクリン出身だが現在は近郊に居住。
- マーク・ヴォルマン - 1960年代のロックバンドザ・タートルズを結成。居住。
- ダレル・ウォルトリップ - NASCARで3回優勝し殿堂入り。妻スティヴィと共に居住。
- ジャック・ホワイト(ザ・ホワイト・ストライプス、ザ・ラカンターズ、ザ・デッド・ウェザー) - 居住
- ヘイリー・ウィリアムス - パラモアを結成
- テイラー・ヨーク - パラモア